# Iguanodon anglicus
Iguanodon anglicus es una especie dudosa del género extinto Iguanodon (gr. "diente de iguana"), de dinosaurio ornitópodo iguanodóntido, que vivió a principios del período Cretácico, hace aproximadamente 130 en el Barremiense, en lo que hoy es Europa. Es la especie  original de Mantell, conocida por un diente y unos pocos restos más, descrita en 1825. En marzo de 2000, la Comisión Internacional de Nomenclatura Zoológica cambió la especie tipo a la mejor conocida I. bernissartensis, con el nuevo holotipo IRSNB 1534. El diente del Iguanodon original es guardado en el Te Papa Tongarewa, el museo nacional de Nueva Zelanda en Wellington, aunque no está exhibida actualmente. El fósil llegó a Nueva Zelanda luego que el hijo de Gideon Mantell se estableciera allí En el reconocimiento de la semejanza de los dientes a los de la iguana, Mantell nombró su nuevo género Iguanodon o "dientes de iguana", a partir de Iguana y del griego odontos, "diente". Basándose en una escala isométrica, estimó que la criatura habría alcanzado los 12 metros de largo. La idea inicial fue llamarlo Iguanasaurus, "lagarto iguana ", pero su amigo William Daniel Conybeare le sugirió que ese nombre era más aplicable a la misma iguana y que mejor sería llamarlo Iguanoides, "como una iguana ", o Iguanodon. Tuvo el descuido de no asignar nombre a la especie para formar la apropiada nomenclatura binomial, así que el nombre fue suministrado en 1829 por Friedrich Holl como Iguanodon anglicum, que fue enmendado más adelante como I. anglicus.